# Réutilisation des bouteilles d'eau
 (mai 2016).
Si vous disposez d'ouvrages ou d'articles de référence ou si vous connaissez des sites web de qualité traitant du thème abordé ici, merci de compléter l'article en donnant les références utiles à sa vérifiabilité et en les liant à la section « Notes et références ».

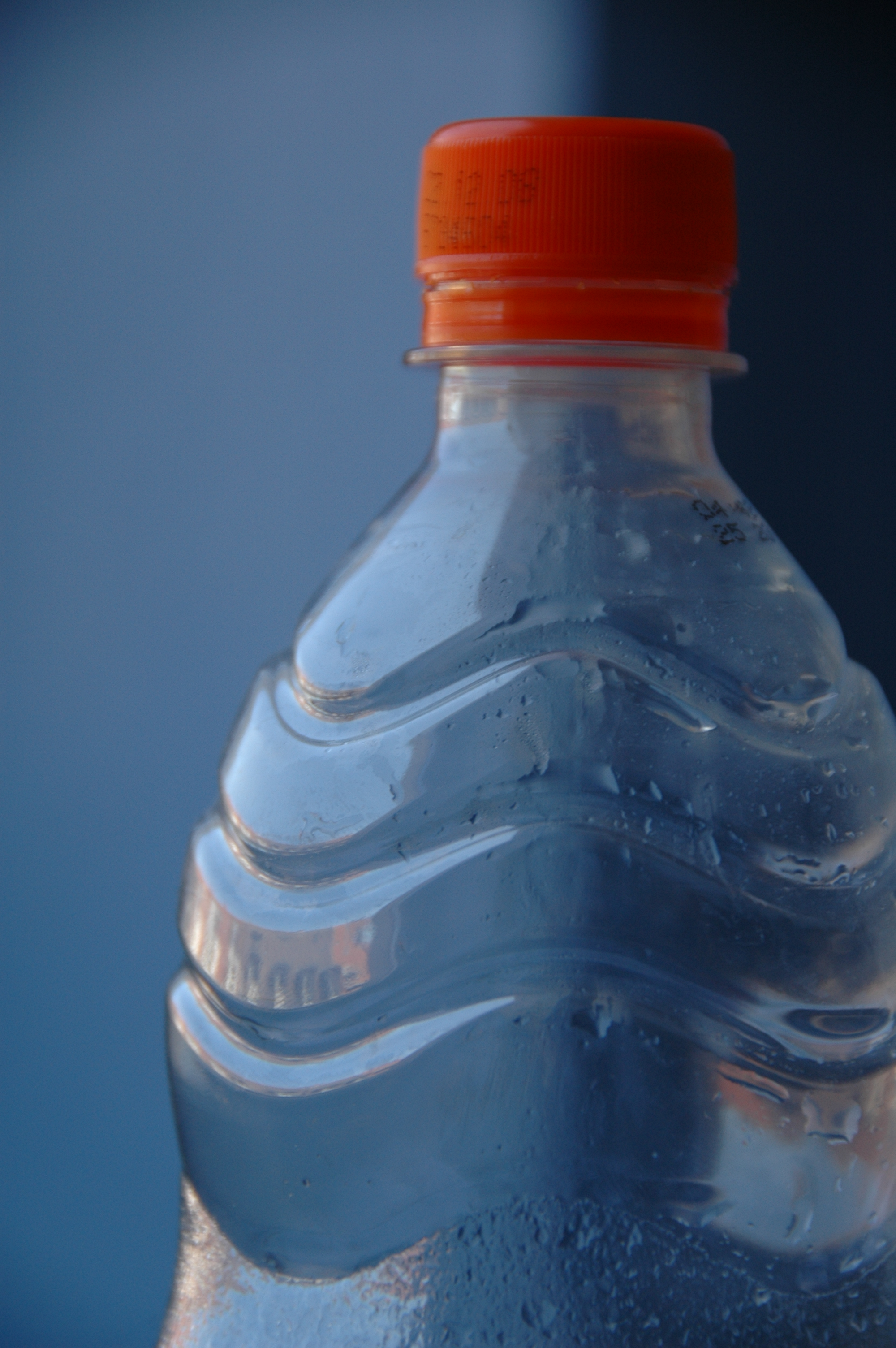
Bouteille en plastique PET.

La réutilisation des bouteilles d'eau est la pratique consistant au re-remplissage et donc à la réutilisation de bouteilles en plastique conçues pour un unique usage. Elle se fait souvent à l'aide d'eau du robinet. La bouteille sert donc de multiples fois.
Pour arriver intacte à la table du consommateur, l’eau est protégée grâce à une bouteille hermétiquement scellée par un bouchon. L’embouteillage s’effectue dans des conditions rigoureuses, prescrites par la réglementation française et européenne, à l’abri de l’air et directement à la source pour éviter toute manipulation.
La réutilisation des bouteilles à usage unique est une pratique domestique courante. Idéalement, la bouteille devrait être lavée avec de l'eau savonneuse chaude après chaque utilisation. Par ailleurs, une solution de décolorant (eau de Javel) peut être employée afin d’éliminer les bactéries.

## Sur le plan des bactéries
La bouteille facilement rebouchable est un contenant pratique, facile à transporter et, de ce fait, il peut paraître a priori comme une bonne idée de la réutiliser en la remplissant de nouveau avec de l’eau du robinet. Cependant cette pratique présente en réalité des problèmes importants en ce qui concerne l’hygiène, puisque les diverses manipulations nécessaires au remplissage aboutissent à une contamination de l’intérieur de la bouteille. Cette contamination est en particulier très importante si la bouteille est aussi comme récipient à partir duquel l'eau est bue au « goulot ».
Ces contaminants viennent tout simplement de nos mains et de notre bouche. Une bouche humaine saine héberge une énorme variété de microbes : jusqu’à 100 millions par ml de salive. Parmi les 700 espèces, certaines pourraient être à l’origine de caries et gingivites. Les mains sont moins « riches » en bactéries mais on y trouve environ 150 types de bactéries différentes sur chacune d’elles. Le lavage des mains au savon détruit une grande majorité mais pas 100 % d’entre elles. Toutefois, la grande majorité de ces bactéries est inoffensive pour la santé, même si certaines sont à l’origine de plusieurs maladies. Il est ainsi facile d’entretenir des infections bénignes pendant des jours en remplissant régulièrement une même bouteille,.
Lorsque l’on remplit plusieurs fois une bouteille, les bactéries introduites par les diverses manipulations peuvent s’y développer en toute tranquillité. En effet, le chlore éventuellement contenu dans l’eau du robinet s’évapore ou n’est pas en quantité suffisante pour protéger l’eau, puisqu'il n'a pas été dosé à l'origine pour traiter une telle contamination. Les populations de microbes se multiplient remplissage après remplissage et souvent confèrent une odeur nauséabonde à la bouteille… il est déjà trop tard : des millions de bactéries ont déjà été avalées.

### Risques sanitaires de réutilisation observés sur des élèves d'école primaire
En 2003, une étude menée par des chercheurs supervisés par Cathy Ryan, une professeur agrégée de l'université de Calgary, est parue dans un journal de santé publique (Canadian Journal of Public Health). L'étude portait sur le contenu de 75 bouteilles d'eau remises par des élèves de l'école primaire de Calgary (Canada). 13 % des 75 bouteilles contenaient un niveau de bactéries excédant les directives canadiennes pour une eau potable, et près de 9 % contenaient des coliformes fécaux. Enfin, plus de 64 % des échantillons dépassaient le niveau légal de bactéries hétérotropes pour l'eau potable.
Les échantillons des eaux de source initialement contenus dans les bouteilles ont prouvé qu'ils étaient au-dessous des limites acceptables pour ces bactéries. Par conséquent, les chercheurs ont conclu que la contamination des bouteilles est probablement le résultat d'élèves ne se lavant pas les mains et qu'il était plus sage qu'ils boivent l'eau des fontaines de leur école.
En janvier 2018 le rappeur belge Roméo Elvis tente de faire réagir le gouvernement de Charles Michel en publiant une pétition qui vise à interdire les bouteilles en plastique dans les écoles publiques et à installer des points d’eau pour les étudiants. Pour appuyer son propos, le rappeur déclare, ironiquement, que "Si t’utilises des bouteilles en plastique t’es raciste, homophobe, sexiste, et méchant envers la planète."

### Limiter les risques
Il existe quelques précautions à prendre afin d’être certain de profiter d’une qualité d’eau optimale et de se protéger des bactéries. Le plastique du contenant ouvert exposé à la lumière et à la chaleur pouvant favoriser le développement de micro-organismes dans l’eau, il est donc recommandé de :
- conserver la bouteille au frigo une fois ouverte,
- consommer l’eau dans les 48 heures après ouverture de la bouteille[6],
- verser l’eau de préférence dans un verre plutôt que de la boire directement au goulot, si vous ne consommez pas l’ensemble de son contenu très rapidement[6].

## Sur le plan chimique

### DEHA et canular
En 2003, un canular a largement circulé (sous la forme de courriel) mettant en exergue la lixiviation de produits chimiques des bouteilles en plastique à cause de lavages répétés, de rinçages ou de chauffages. Le courriel mentionnait notamment le produit chimique DEHA, faussement identifié comme étant du N,N-diéthylhydroxylamine. Le plastifiant utilisé dans les bouteilles plastiques en PET est le di(2-éthylhexyl) adipate.
Certaines versions du canular citaient le Johns Hopkins Hospital au sujet d'eau en bouteille congelée, et de cuisine au micro-ondes. L'hôpital a publié un démenti sur son site web en 2008 et les questions au sujet de ce canular reviennent régulièrement sur le forum du site HoaxBuster,.

## Sources
- (en) J.A. Oliphant, M.C. Ryan et A. Chu, 2002, Bacterial Water Quality in the Personal Water Bottles of Elementary Students, Canadian Journal of Public Health, 93(5):366-367.